# Borowina (torf)
Ten artykuł opisuje teorie, metody lub czynności niezgodne ze współczesną wiedzą medyczną.

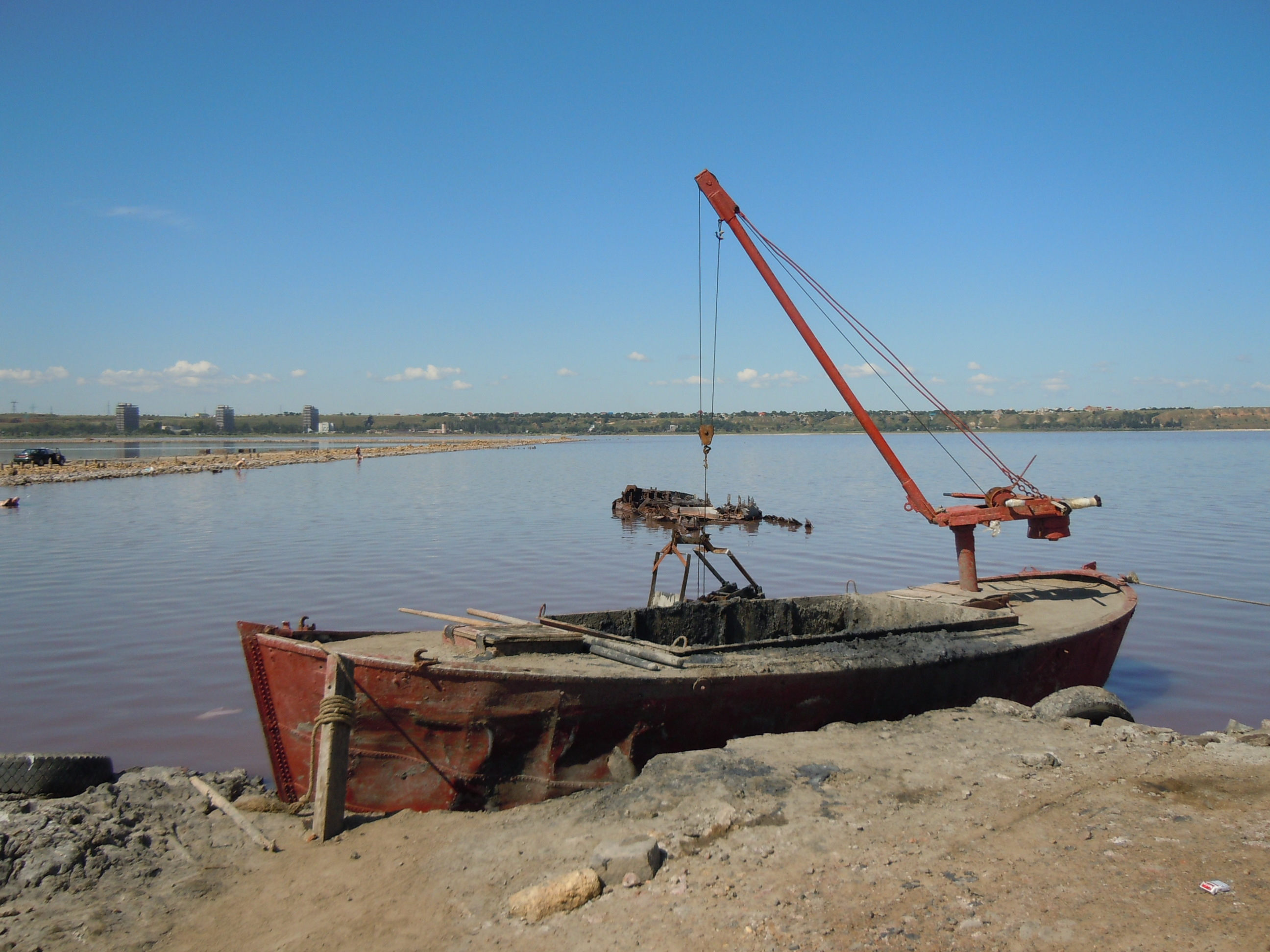
Wydobycie borowiny u ujścia rzeki Kujalnik, Ukraina

Borowina – peloid, rodzaj torfu o dużym stopniu przetworzenia przez bakterie humifikujące. Stosowana jest w leczeniu chorób reumatycznych, schorzeń ginekologicznych i niektórych chorób narządów wewnętrznych.
Przetworzona laboratoryjnie borowina jest surowcem do produkcji różnego rodzaju lekarstw i kosmetyków. Pozyskiwanie i przetwarzanie borowiny jest źródłem dochodu dla dużej liczby osób związanych z usługami sanatoryjnymi.
Do roku 2012 opublikowano ponad 100 prac naukowych potwierdzających skuteczność borowin i innych kąpieli błotnych w takich dolegliwościach jak choroba zwyrodnieniowa stawów czy spondyloza. Efektem krótkotrwałym jest miejscowe znieczulenie, a długotrwałym – zmniejszenie odczuwania bólu w chorobowo zmienionym miejscu. Wśród 20 z nich, uznanych za najbardziej miarodajne w pracy przeglądowej z roku 2012, zaobserwowano wyłącznie efekty pozytywne. Publikacje te mają jednak mankamenty metodologiczne obniżające ich wartość naukową i dla potwierdzenia skuteczności terapii borowinowych konieczne jest przeprowadzenie bardziej systematycznych badań.
Właściwości fizyczne to duża pojemność cieplna przy małym przewodnictwie cieplnym, co umożliwia efekt silnego, głębokiego i równomiernego podgrzania części ciała poddanych zabiegowi (42–45 °C). Ponadto zawarte w borowinie kwasy organiczne i sole nadają jej właściwości przeciwzapalne, ściągające, bakteriostatyczne i bakteriobójcze.
Produktem z borowiny jest tzw. pasta borowinowa, która powstaje przez rozdrobnienie i uwodnienie borowiny w specjalnych młynach kulowych. Produkt ten ma konsystencję jednolitej pasty. Pastę borowinową stosuje się w niższej temperaturze niż borowinę (tj. 37–38 °C). Obecnie ok. 30 krajowych uzdrowisk stosuje zabiegi zawijania, okłady i kąpiele borowinowe.

## Borowiny w Polsce
Na obszarze Polski użyto borowiny po raz pierwszy do celów leczniczych w 1858 r. Kąpiele borowinowe i inne zabiegi z użyciem borowiny są powszechnie stosowane w polskich uzdrowiskach.
Polskie uzdrowiska, w których stosuje się zabiegi z użyciem borowiny
Augustów, Busko-Zdrój, Ciechocinek, Cieplice Śląskie-Zdrój, Dąbki, Duszniki-Zdrój, Goczałkowice-Zdrój, Horyniec-Zdrój, Inowrocław, Iwonicz-Zdrój, Kamień Pomorski, Kołobrzeg, Konstancin, Krynica-Zdrój, Krzeszowice, Lądek-Zdrój, Międzyzdroje, Piwniczna, Połczyn-Zdrój, Polanica-Zdrój, Polańczyk, Przerzeczyn-Zdrój, Rymanów-Zdrój, Solec-Zdrój, Supraśl, Swoszowice, Świeradów-Zdrój, Świnoujście, Ustka, Ustroń, Wapienne, Wieniec-Zdrój, Wysowa-Zdrój, Złockie.